# Sword & sceptre
Sword & sceptre (in inglese "spada e scettro") è il nome comunemente attribuito ad una moneta scozzese d'oro coniata da Giacomo VI dal 1601 al 1604 assieme al pezzo da metà valore.

## Storia
Il nome viene dalla spada e scettro decussati rappresentati al rovescio. Pesava 78,52 grani (ca. 5,07g) ed aveva un titolo di 22 carati: valeva 120 scellini scozzesi, cioè 6 £.
La moneta appartiene all'ottava monetazione di Giacomo, quella che va dal 1601 al 1604 e che è l'ultima prima della sua ascesa a trono d'Inghilterra in seguito alla morte di Elisabetta e divenire così Giacomo I d'Inghilterra.
Venne introdotta assieme alla sua frazione da 60 scellini e dalle monete d'argento che prendono il nome di thistle merk con le sue frazioni (1/2, 1/4, 1/8). Il nome di queste monete d'argento viene dal cardo (thistle in inglese) coronato presente al rovescio.
Al dritto dello sword & sceptre era raffigurato lo stemma di Scozia con il leone e la legenda IACOBVS 6 D G R SCOTORVM
Al rovescio erano raffigurati la spada e lo scettro che danno il nome alla moneta incrociati a formare una croce di Sant'Andrea, il santo protettore della Scozia. In alto la corona ed ai lati due cardi, simboli della Scozia; la legenda del era: SALVS POPVLI SVPREMA LEX.
Ne esistono dei falsi d'argento con doratura datati 1611.